# Khinh khí cầu (Merse)
Khinh khí cầu (tiếng Hungary: Léghajó) là một tác phẩm nghệ thuật của nghệ sĩ Hungary Pál Szinyei Merse. Bức tranh đã có niên đại từ năm 1878.

## Miêu tả
Bức tranh được vẽ bằng chất liệu sơn dầu trên nền vải toan, có kích thước 42 x 39,3 cm. Bức tranh hiện nằm trong bộ sưu tập của Bảo tàng Quốc gia Hungary ở Budapest, Hungary.

## Phân tích
Tháng 5 năm 1873, sau khi rời Munich, Pál Szinyei Merse trở về nơi sinh sống của mình ở Hungary. Giống như nhiều người đồng hương khác, người nghệ sĩ đã đến Pháp để nghiên cứu nghệ thuật đương đại. Sau khi trở về Hungary, ông kết hôn. Việc chăm sóc gia đình khiến ông không có nhiều thời gian dành cho việc sáng tác nghệ thuật. Đến năm 1878, ông bắt đầu vẽ những bức tranh đầy lạc quan, táo bạo và đầy sức trẻ. Nhiều tác phẩm của ông nói về chủ đề về tiến bộ công nghệ và đổi mới.
Tác phẩm "Khinh khí cầu" được lấy cảm hứng từ bức ảnh một chuyến đi khinh khí cầu do anh rể của Merse chụp. Bức tranh của ông tượng trưng cho sự tiến bộ của nền công nghiệp, cũng tượng trưng cho quá trình tự do sáng tạo của con người. Cũng giống như chiếc khinh khí cầu đánh bại cả trọng lực, tư tưởng và sự sáng tạo của con người cũng cần tự do bay cao.